# Carl Gustaf Bredberg
Carl Gustaf Bredberg, född 13 april 1833 i Sala, död 25 februari 1921 i Skeppsholms församling, Stockholm, var en svensk agronom.

## Biografi
Bredberg genomgick krigsakademien på Karlberg och blev sekundlöjtnant i flottan 1855. Sedan han 1863 övertagit arrendet av Berga i Västerhaninge socken, övergick han 1866 till flottans reservstat och tog 1867 avsked med kaptens grad. Jämte Berga, som han innehade till 1897, arrenderade han från 1892 även den Höpkenska fideikommissegendomen Bogesund, vilken han lämnade 1908, då han 75-årig överflyttade till Skörby, i södra delen av Uppsala län, vilken han arrenderade till 1917.
Bredberg vann redan tidigt stort förtroende i lantmannakretsar, blev 1884 ledamot av Stockholms läns hushållningssällskaps förvaltningsutskott, 1883 ledamot av Lantbruksakademien och var 1884–1889 en av de två "för kunskap och erfarenhet i jordbrukets tjänst utmärkte män", som i akademiens förvaltningskommitté skulle deltaga i administrativa ärendens behandling. Åren 1889–1907 var han ledamot av styrelsen för Ultuna lantbruksinstitut och hade tillsyn över institutsegendomens förvaltning.
Bredbergs höga anseende som jordbruksadministratör tillförda honom dessutom en mängd enskilda uppdrag av denna art. Framför allt intresserade han sig för hästavel och åtnjöt stort anseende för sakkunskap på detta område. Av Kungl. Maj:t kallades han 1868 till ledamot av den kommitté, som uppgjorde förslag till en organisation av stuteriväsendet och hästpremiering, och 1896 till ledamot av en kommitté för utredning angående den centrala ledningen av landets hästväsen.
Bredberg var en framstående uppfödare av grövre arbetshästar och tog initiativ till bildandet av en av Sveriges första och livskraftigaste hästavelsföreningar. Han var under en lång följd av år ledamot av hästpremieringsnämnden samt prisdomare eller ordförande i avdelningen för hästar vid de allmänna lantbruksmötena samt ledamot av styrelsen för hästutställningarna i Stockholm. Han var ledare för den svenska avdelningen vid den nordiska konst-, industri- och lantbruksutställningen i Köpenhamn 1888.
Bredberg är begravd på Galärvarvskyrkogården i Stockholm.